# Hugo Wiener
Pour les articles homonymes, voir Wiener.
Hugo Wiener (né le 16 février 1904 à Vienne, mort le 14 mai 1993 dans la même ville) est un parolier, librettiste et compositeur autrichien.

## Biographie

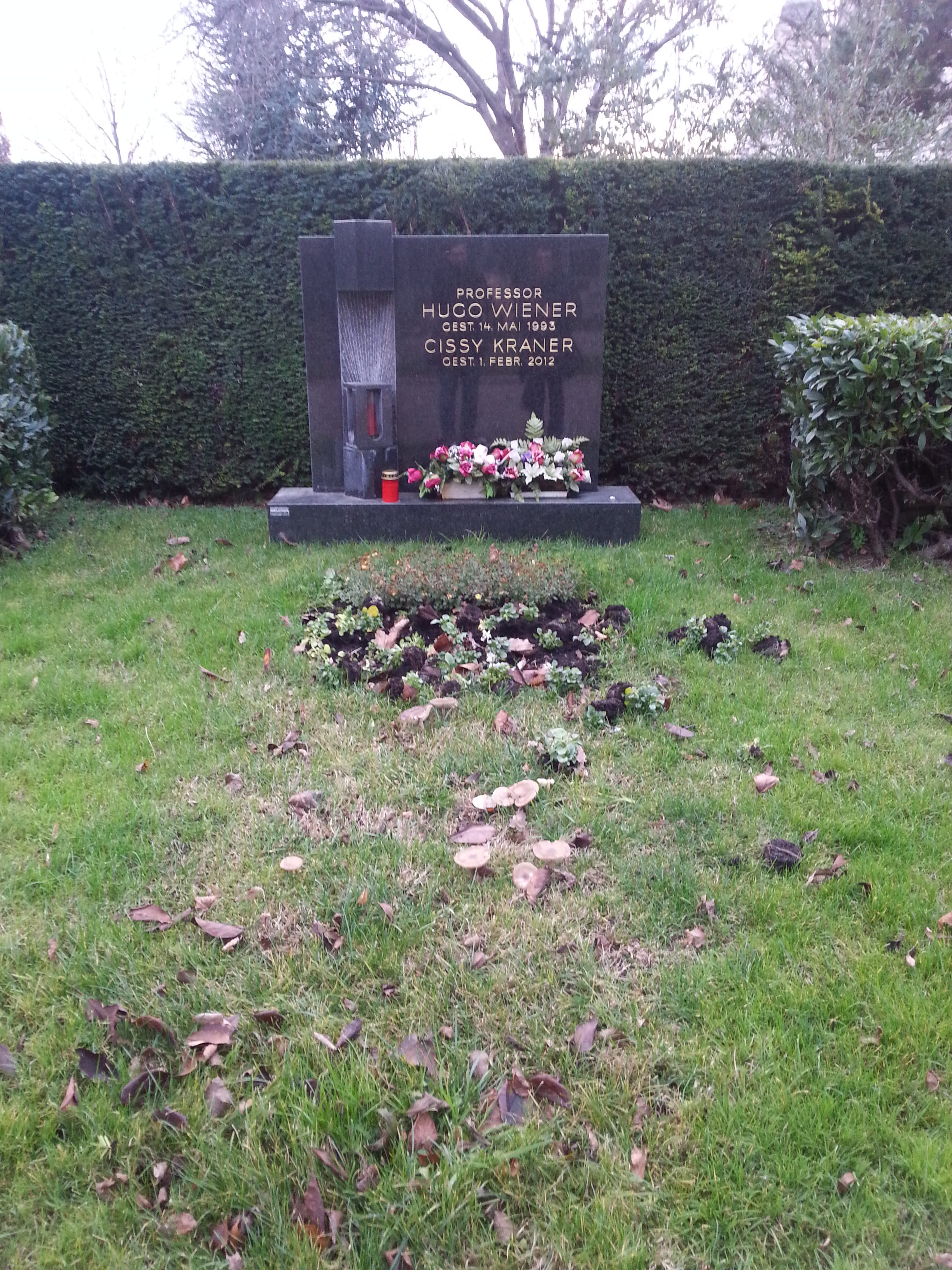
Tombe de Hugo Wiener et de sa femme Cissy Kraner dans le cimetière central de Vienne, Groupe G 33, Numéro 3.

Enfant, il apprend la musique puis après l'école travaille figurant et répétiteur. D'origine juive, il part de Vienne en 1938 en acceptant l'invitation de la revue Femina qui se reforme à Bogota. Il obtient le visa quand Fritz Imhoff finance la taxe de vol. Il doit laisser sa famille qui sera ensuite déportée en Pologne. En Amérique du Sud, il rencontre la comédienne Cissy Kraner qu'il épouse en 1943 à Caracas. L'exil et l'abandon de sa famille l'amènent cependant à plusieurs reprises au bord du suicide. Il ouvre un piano-bar à Caracas qui a un grand succès. Il revient à Vienne en 1948. 
En 1950, Hugo Wiener et Cissy Kraner deviennent des membres de l'ensemble "Simpl". En 1965, il rompt sa collaboration avec Karl Farkas (de) à cause de la jalousie.
Hugo Wiener a écrit plus d'une centaine de sketchs et 400 chansons interprétées uniquement par Cissy Kraner. Outre des scénarios comme Das verrückte Paar pour la ZDF, il écrit des comédies musicales et des livrets d'opérettes.

## Source de la traduction
- (de) Cet article est partiellement ou en totalité issu de l’article de Wikipédia en allemand intitulé « Hugo Wiener » (voir la liste des auteurs).